# Sabato santo
Il sabato santo è il giorno liturgico in cui il culto cristiano celebra il Signore Gesù Cristo nel mistero della sua discesa agli inferi.
La data del sabato santo è mobile in quanto collegata con la data della Pasqua. Inoltre, essendo la Pasqua celebrata in giorni diversi nella Chiesa cattolica e nella Chiesa ortodossa, la data solitamente non coincide nelle varie tradizioni ecclesiastiche.

## La discesa agli inferi
Gesù Cristo, dopo che il suo corpo tolto dalla croce su cui è morto il Venerdì santo e deposto nel sepolcro viene preservato dalla corruzione grazie alla virtù divina, discende agli inferi con la sua divinità e con la sua anima umana, ma non con il suo corpo. Secondo certe tradizioni cristiane resta negli inferi per un tempo corrispondente a circa quaranta ore compiendo la sua vittoria sulla morte e sul diavolo, libera le anime dei giusti morti prima di lui e apre loro le porte del Paradiso. Compiuta tale missione, la divinità e l'anima di Gesù si ricongiungono al corpo nel sepolcro: e ciò costituisce il mistero della resurrezione, centro della fede di tutti i cristiani, che verrà celebrato nella seguente domenica di Pasqua.

## Nella Chiesa cattolica

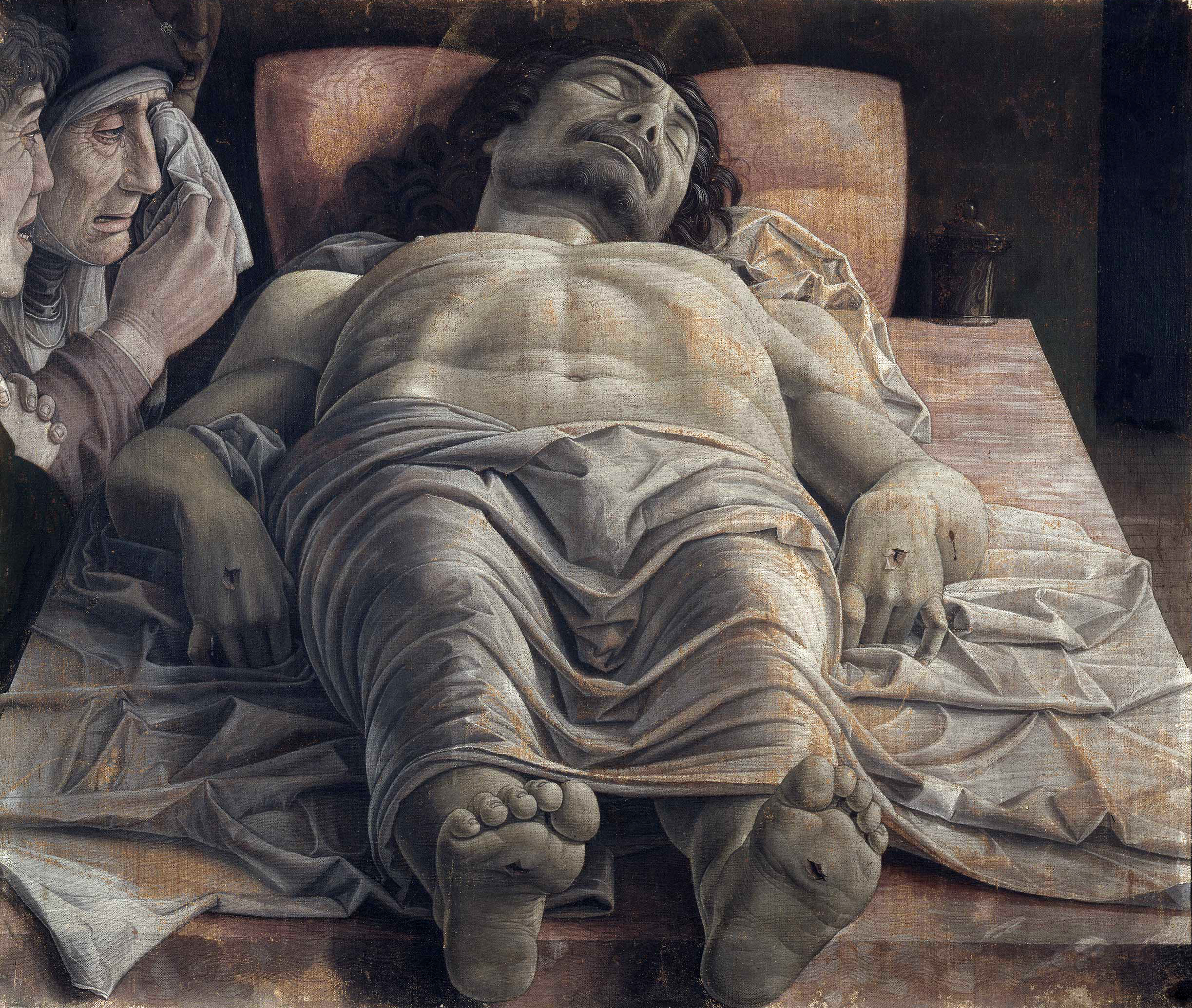
Andrea Mantegna: Cristo morto e tre dolenti (1480-1490 ca), Milano, Pinacoteca di Brera, da Mantova, Palazzo Ducale

Il sabato santo è il secondo giorno liturgico del Triduo pasquale, che comincia con la Messa nella Cena del Signore nella sera precedente il Venerdì santo, e termina con la Domenica di Pasqua, di cui il primo atto liturgico è la veglia pasquale.
Il sabato santo è un giorno di silenzio, di raccoglimento, di meditazione, per Gesù che giace nel sepolcro. Si attende l'annuncio della risurrezione di Gesù, annuncio che avverrà nella solenne veglia pasquale.  Questa si svolgerà dopo il tramonto del sole ed è considerata parte della celebrazione della Domenica di Pasqua, per cui chi vi assiste compie il precetto di partecipare alla messa domenicale.
Un'antica omelia diceva: "Oggi sulla terra c'è grande silenzio, grande silenzio e solitudine. Grande silenzio perché il Re dorme: la terra è rimasta sbigottita e tace perché il Dio fatto carne si è addormentato e ha svegliato coloro che da secoli dormivano. Dio è morto nella carne ed è sceso a scuotere il regno degli inferi."
Il sabato santo è perciò "giorno aliturgico", nel senso che in esso non si celebra la messa, celebrazione che viene indicata alcune volte con il termine "liturgia" o "divina liturgia", particolarmente nel rito bizantino. Si tratta di un uso improprio di questo aggettivo poiché non cessa mai la Liturgia delle Ore.
"Soltanto il Venerdì e il Sabato santo la liturgia romana stabilisce che l'altare sia totalmente spoglio (privo di tovaglia, candelieri, croce, tappeti, ecc.), quale 'icona' della passione del Signore e assenza, in questi giorni austeri, della celebrazione del divin Sacrificio."
La santa comunione si può dare soltanto in forma di viatico, cioè l'eucaristia impartita a chi è in pericolo di vita. Si esclude la celebrazione delle nozze e degli altri sacramenti, eccetto quelli della penitenza e dell'unzione degli infermi.
La Chiesa cattolica considera degno di lode protrarre il digiuno ecclesiastico e l'astinenza dalle carni anche per tutto il sabato santo, tuttavia non ne fa un obbligo per i fedeli.
Nella liturgia delle ore secondo il rito romano, questo giorno è l'unico sabato in cui si recitano i vespri del giorno, non i primi vespri della domenica che segue. La compieta, che è omessa da chi partecipa alla veglia pasquale, è però quella che di solito si recita dopo i secondi vespri della domenica.

## Nella Chiesa ortodossa

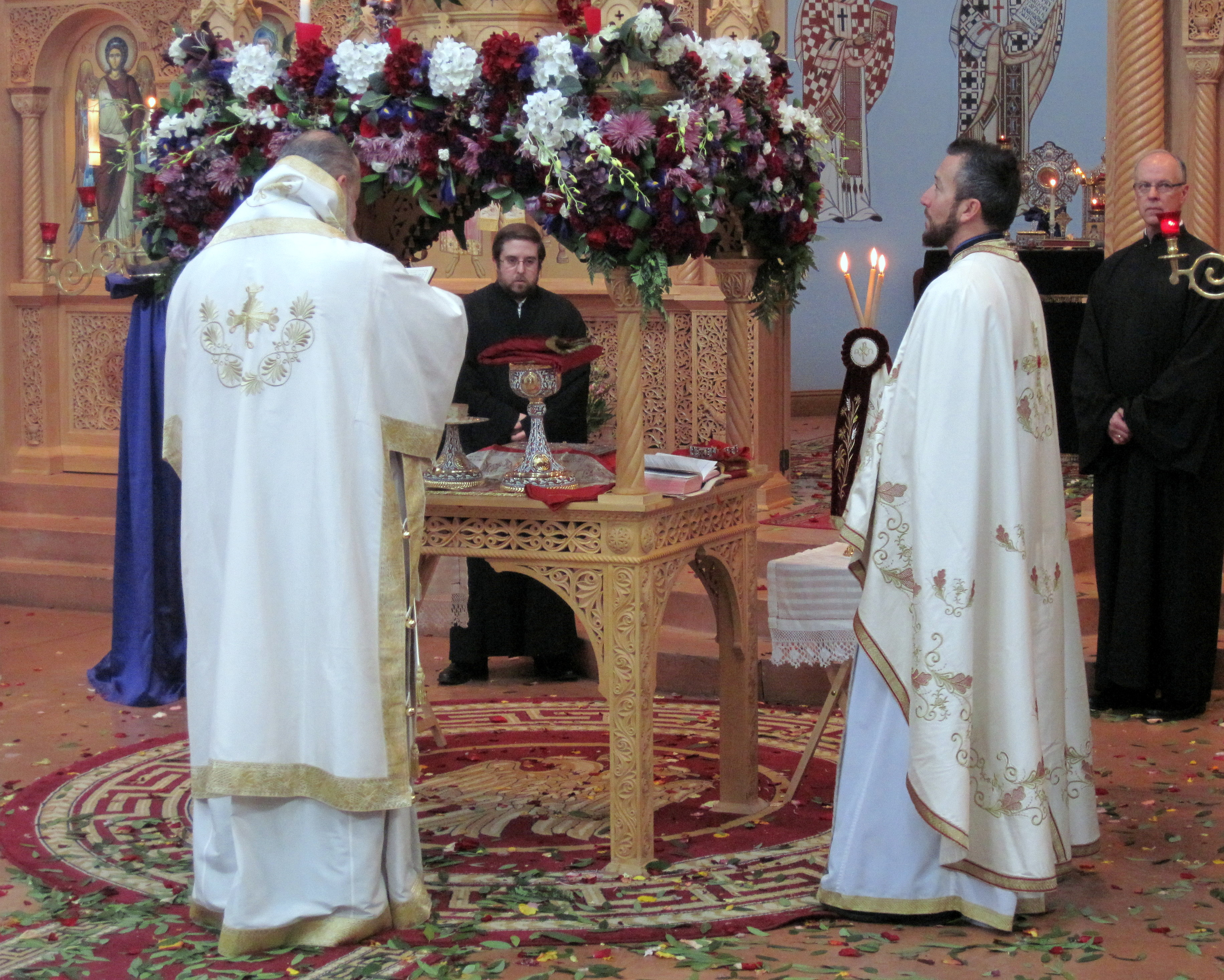
Il Santo e grande sabato

La Chiesa ortodossa chiama questo giorno il "Santo e grande sabato" oppure il "Grande riposo"

## Nomi nelle varie lingue
Il sabato santo viene chiamato in modi differenti nelle varie lingue.
| lingua          | nome                  | significato letterale  |
| --------------- | --------------------- | ---------------------- |
| ceco            | Bílá sobota           | Sabato bianco          |
| francese        | Samedi saint          | Sabato santo           |
| giapponese      | 聖土曜日 (Sei Doyōbi) | Sabato santo           |
| inglese         | Holy Saturday         | Sabato santo           |
| irlandese       | Satharn Naofa         | Sabato santo           |
| latino          | Sabbatum Sanctum      | Sabato santo           |
| maltese         | Sibt il-Għid          | Sabato di Pasqua       |
| olandese        | Stille Zaterdag       | Sabato silenzioso      |
| polacco         | Wielka Sobota         | Grande sabato          |
| portoghese      | Sábado de Aleluia     | Sabato di alleluia     |
| rumena          | Sâmbăta sfântă        | Sabato santo           |
| russo           | Великая суббота       | Grande sabato          |
| slovacco        | Biela sobota          | Sabato bianco          |
| spagnolo        | Sábado Santo          | Sabato santo           |
| latinoamericano | Sábado de Gloria      | Sabato di gloria       |
| svedese         | Påskafton             | Vigilia di Pasqua      |
| Kiswahili       | Jumamosi Kuu          | Grande sabato          |
| tedesco         | Karsamstag            | Sabato di lamentazione |
|                 |                       |                        |
| ungherese       | Nagyszombat           | Grande sabato          |